# ریسه‌ربایی
ریسه‌رُبایی (به انگلیسی: thread hijacking) به پاسخی در تالارهای گفتگوی اینترنتی گفته می‌شود که به موضوع اصلی ریسه ربط ندارد و منجر به انحراف بحث از جریان اصلی‌اش می‌شود.
همچنین ریسه‌ربایی اشتباه سهوی رایجی در یوزنت و فهرست‌های پستی است و وقتی رخ می‌دهد که ارسال‌کننده به جای ایجاد یک ریسهٔ جدید، مطلبش را با فشردن دکمهٔ «پاسخ» در حساب ایمیل یا خبرخوانش ارسال می‌کند، در نتیجه عنوان دست‌نخورده باقی می‌ماند ولی جریان بحث به‌کل تغییر می‌کند.